# Massud (II) ibn Mawdud
Massud (II) ibn Mawdud fou sultà gaznèvida, fill del sultà Mawdud ibn Massud (1041-1048 o 1049).
Segons els historiador Ibn Baba Kashani Mawdud ben Masud va morir el desembre de 1049 i el va succeir el seu fill Masud II ben Mawdud, proclamat immediatament. Al cap de dues o tres setmanes ja havia donat mostres de incompetència, i el visir Abd al-Razzak ibn Ahmad ibn Hasan Mayamandi el va deposar i va cridar al tron al seu oncle Ali ben Masud (desembre del 1049 o gener del 1050) que era germà del seu pare.
La seva sort final no és coneguda.